# Эймер (озеро)
Эймер (нидерл. IJmeer) — озеро в Нидерландах, часть бывшего залива Зёйдерзе. Расположено между польдером Де Нес (в Ватерланде), Пампусхавеном, Холландз-Брюг и бухтой Эй в Эйбурге, разделяя провинции Северная Голландия и Флеволанд. Это важное место обитания для таких птиц, как хохлатая и морская чернеть. С северо-востока к озеру примыкает Маркермер, с юго-востока — Гоимер.

## Строительство на Эймер
Начиная с 1998 года было создано несколько островов для нового пригорода Эйбурга. Первые дома были готовы в 2003 году. 24 ноября 2004 года Государственный совет постановил, что дальнейшее создание новых островов временно запрещено, поскольку последствия для окружающей среды были недостаточно изучены.

## Дальнейшие планы для Эймер
В 2006 году Совет по транспорту и общественным работам и Совет по окружающей среде опубликовали совместное заявление, в котором говорится, что Амстердам и Алмере должны стать объединёнными через Эймер, который будет выступать в роли «Центрального парка». Согласно этому в Алмере объявили о планах по строительству жилых районов в Эймер, чтобы Амстердам и Алмере расширялись навстречу друг к другу. Планируется установить связь между Амстердамом и Алмере, прямо по Эймер, через Эйбург и запланированный Алмере Пампус. Скорее всего, это соединение будет мостом с линиями общественного транспорта (метро и аналог RER) и дорогой.

## Острова
На Эймере находится несколько островов, включая:
- Де Дрост[нидерл.]
- Хофт[нидерл.]
- Пампус[нидерл.]
- Вюрторенэйланд[нидерл.]
- Варенар[нидерл.]